# Liste des maires d'Artalens-Souin

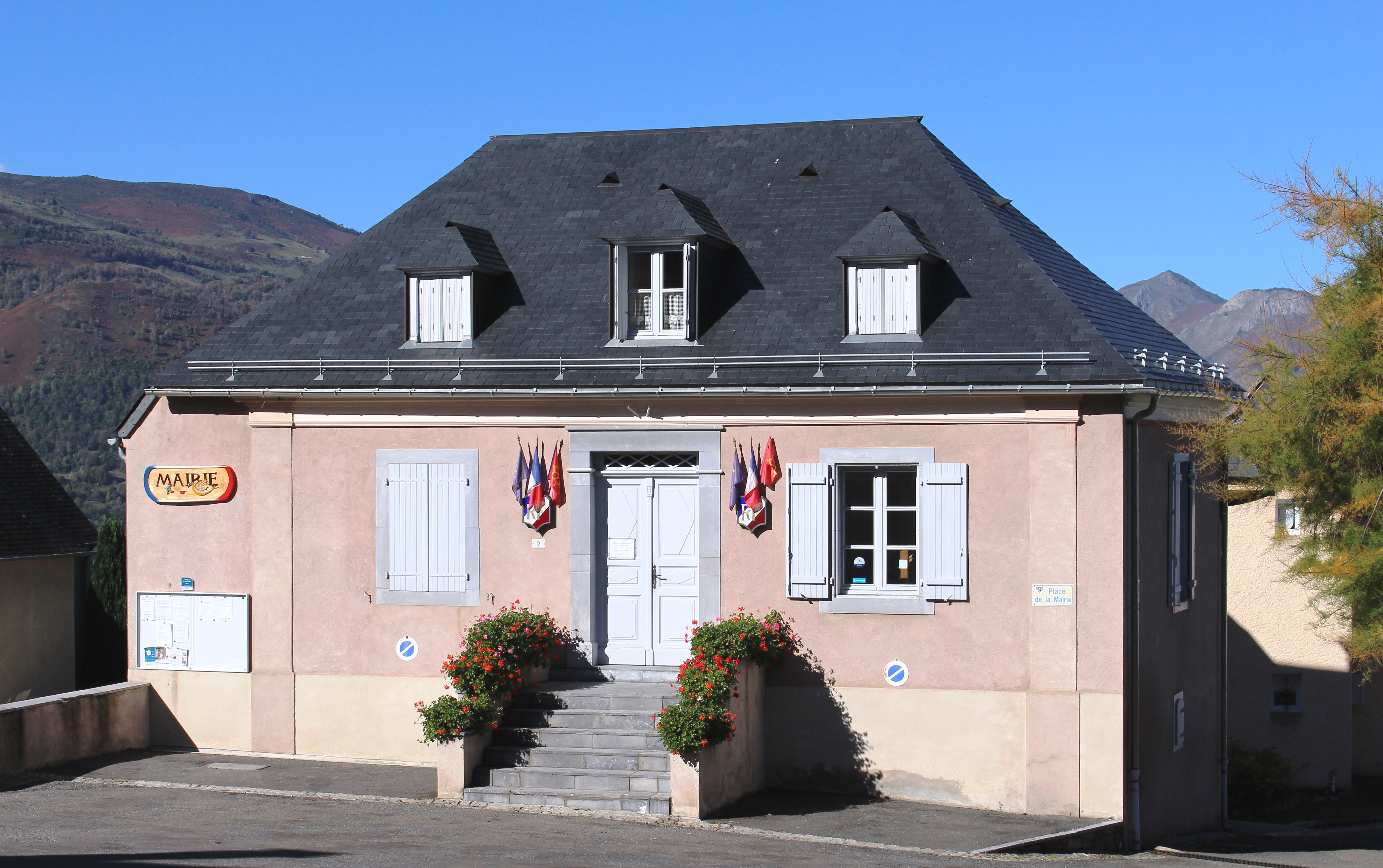
La mairie en 2017.

## Liste des maires
| Période                                  | Période   | Identité             | Étiquette | Qualité           |
| ---------------------------------------- | --------- | -------------------- | --------- | ----------------- |
| Les données manquantes sont à compléter. |           |                      |           |                   |
|                                          |           |                      |           |                   |
|                                          | 1951      | Bernard Pellafigue   |           | Maire             |
| 1951                                     | 1971      | André Carrère        |           | Maire             |
| 1971                                     | mars 2001 | Eloi Guiraud         |           | Maire             |
| mars 2001                                | mars 2008 | Alain Vignes         |           | Maire             |
| mars 2008                                | en cours  | Andrée Dulout-Gleize |           | Retraitée - Maire |